# Gran Premio motociclistico di Germania 1980
Il Gran Premio motociclistico della Germania Ovest fu il decimo e ultimo appuntamento del motomondiale 1980, si trattava della 30ª edizione del Gran Premio motociclistico di Germania.
Si svolse il 24 agosto 1980 al Nürburgring e vi corsero tutte le classi. Si arrivò a questa gara conclusiva con ancora tre titoli iridati da assegnare, nelle classi 50, 350 e 500.
Le vittorie nelle varie prove sono state di Marco Lucchinelli in 500, Jon Ekerold in 350, Kork Ballington in 250, Guy Bertin in 125 e Stefan Dörflinger in 50. Tra i sidecar vincono Jock Taylor e Benga Johansson, già matematicamente campioni.

## Classe 500
In gara per il titolo sono arrivati i due piloti statunitensi Kenny Roberts e Randy Mamola ma nessuno dei due è andato sul podio: la vittoria è stata di Marco Lucchinelli, al primo successo nel mondiale, seguito da Graeme Crosby e da Wil Hartog, tutti in sella a moto Suzuki.
Il titolo iridato è andato a Kenny Roberts, giunto quarto al traguardo davanti al rivale Randy Mamola; per Roberts è il terzo titolo iridato consecutivo dopo quelli del 1978 e del 1979.

### Arrivati al traguardo
| Pos. | Pilota              | Moto       | Tempo    | Griglia | Punti |
| ---- | ------------------- | ---------- | -------- | ------- | ----- |
| 1    | Marco Lucchinelli   | Suzuki     | 50'38"13 | 4       | 15    |
| 2    | Graeme Crosby       | Suzuki     | 50'58"04 | 7       | 12    |
| 3    | Wil Hartog          | Suzuki     | 51'02"00 | 3       | 10    |
| 4    | Kenny Roberts       | Yamaha     | 51'26"23 | 2       | 8     |
| 5    | Randy Mamola        | Suzuki     | 51'28"06 | 1       | 6     |
| 6    | Johnny Cecotto      | Yamaha     | 51'30"03 | 5       | 5     |
| 7    | Franco Uncini       | Suzuki     | 51'52"07 | 6       | 4     |
| 8    | Jack Middelburg     | Yamaha     | 52'13"94 | 9       | 3     |
| 9    | Carlo Perugini      | Suzuki     | 51'16"93 | 16      | 2     |
| 10   | Gustav Reiner       | Suzuki     | 52'18"69 | 8       | 1     |
| 11   | Kork Ballington     | Kawasaki   | 52'43"77 | 13      |       |
| 12   | Takazumi Katayama   | Honda      | 52'45"60 | 15      |       |
| 13   | Maurizio Massimiani | Yamaha     | 53'37"76 | 20      |       |
| 14   | Stuart Avant        | Suzuki     | 53'38"05 | 27      |       |
| 15   | Sadao Asami         | Yamaha     | 53'52"98 | 19      |       |
| 16   | Dale Singleton      | Yamaha     | 53'55"38 | 25      |       |
| 17   | Steve Parrish       | Suzuki     | 54'00"42 | 26      |       |
| 18   | Werner Nenning      | Suzuki     | 54'14"15 | 21      |       |
| 19   | Josef Hage          | Suzuki     | 54'45"93 | 18      |       |
| 20   | Peter Ammann        | Suzuki     | 55'18"75 | 30      |       |
| 21   | Giovanni Pelletier  | Morbidelli |          | 32      |       |
| 22   | Wolfgang von Muralt | Yamaha     |          | 28      |       |
| 23   | Graziano Rossi      | Suzuki     |          | 23      |       |
| 24   | Jürgen Steiner      | Suzuki     |          | 43      |       |
| 25   | Max Wiener          | Suzuki     |          | 36      |       |
| 26   | Michael Schmid      | Suzuki     |          | 37      |       |
| 27   | Alois Tost          | Yamaha     |          | 38      |       |
| 28   | Bruno Kölble        | Yamaha     |          | 39      |       |
| 29   | Rolf Schneider      | Yamaha     |          | 40      |       |

### Ritirati
| Pilota            | Moto     | Motivo | Griglia |
| ----------------- | -------- | ------ | ------- |
| Michel Frutschi   | Yamaha   |        | 10      |
| Gregg Hansford    | Kawasaki |        | 11      |
| Boet van Dulmen   | Yamaha   |        | 12      |
| Philippe Coulon   | Suzuki   |        | 14      |
| Jeffrey Sayle     | Yamaha   |        | 22      |
| Willem Zoet       | Suzuki   |        | 24      |
| Klaus Klein       | Suzuki   |        | 28      |
| Sergio Pellandini | Suzuki   |        | 31      |
| Elmar Renner      | Suzuki   |        | 34      |
| Virginio Ferrari  | Cagiva   |        | 35      |
| Carlo Prati       | Suzuki   |        | 41      |
| Franck Gross      | Suzuki   |        | 43      |
| Clemens Driesch   | Suzuki   |        | 44      |
| Fritz Reitmaier   | Suzuki   |        | 45      |

## Classe 350
Il sudafricano Jon Ekerold e il tedesco Anton Mang erano giunti a questo gran premio a parità di punti; dopo un lungo duello, sul traguardo si è imposto il primo con un risicato vantaggio sul secondo. Al terzo posto sul podio è giunto il venezuelano Johnny Cecotto.

### Arrivati al traguardo
| Pos. | Pilota               | Moto             | Tempo    | Griglia | Punti |
| ---- | -------------------- | ---------------- | -------- | ------- | ----- |
| 1    | Jon Ekerold          | Bimota-Yamaha    | 51'15"09 | 3       | 15    |
| 2    | Anton Mang           | Krauser-Kawasaki | +1"25    | 1       | 12    |
| 3    | Johnny Cecotto       | Bimota-Yamaha    | +1'32"72 | 5       | 10    |
| 4    | Jean-François Baldé  | Kawasaki         | +1'32"79 | 4       | 8     |
| 5    | Gregg Hansford       | Kawasaki         | +1'33"38 | 2       | 6     |
| 6    | Jacques Cornu        | Yamaha           | +1'54"04 | 6       | 5     |
| 7    | Jeffrey Sayle        | Yamaha           | +1'55"01 | 16      | 4     |
| 8    | Jean-Louis Tournadre | Bimota-Yamaha    | +2'10"06 | 7       | 3     |
| 9    | Graeme McGregor      | Yamaha           | +2'14"57 | 13      | 2     |
| 10   | Keith Huewen         | Yamaha           | +2'24"97 | 11      | 1     |
| 11   | Pekka Nurmi          | Yamaha           | +3'01"24 | 23      |       |
| 12   | Roland Freymond      | Bimota-Yamaha    | +3'03"42 | 10      |       |
| 13   | Alan North           | Yamaha           | +3'14"17 | 19      |       |
| 14   | René Delaby          | Yamaha           | +3'14"47 | 25      |       |
| 15   | Eero Hyvärinen       | Yamaha           | +3'36"53 | 27      |       |
| 16   | Roland Kopf          | Yamaha           | +3'52"94 | 32      |       |
| 17   | Gustav Reiner        | Yamaha           | +3'53"61 | 9       |       |
| 18   | Alain Röthlisberger  | Yamaha           | +4'06"11 | 26      |       |
| 19   | Chas Mortimer        | Cotton           | +4'27"18 | 21      |       |
| 20   | Bruno Lüscher        | Yamaha           | +4'28"43 | 36      |       |
| 21   | Edwin Weibel         | Yamaha           | +4'28"86 | 33      |       |
| 22   | Werner Hilbk         | Yamaha           | +4'34"96 | 28      |       |
| 23   | Carlo Perugini       | RTM              | +5'09"51 | 8       |       |
| 24   | Norbert Peil         | Yamaha           | +5'39"33 | 39      |       |
| 25   | Stuart Jones         | Yamaha           | +5'50"05 | 44      |       |
| 26   | Reino Eskelinen      | Yamaha           | +5'50"32 | 31      |       |
| 27   | Massimo Matteoni     | Bimota-Yamaha    | +7'15"82 | ?       |       |

### Ritirati
| Pilota              | Moto          | Motivo | Griglia |
| ------------------- | ------------- | ------ | ------- |
| Mladen Tomic        | Yamaha        |        | 12      |
| Siegfried Minich    | Yamaha        |        | 14      |
| Martin Wimmer       | Yamaha        |        | 18      |
| Jacques Bolle       | Yamaha        |        | 20      |
| Kenny Blake         | Yamaha        |        | 22      |
| Yoshimasa Matsumoto | Yamaha        |        | 24      |
| Klaas Hernamdt      | Yamaha        |        | 29      |
| Murray Sayle        | Yamaha        |        | 30      |
| Johannes Klement    | Yamaha        |        | 34      |
| Michel Simeon       | Yamaha        |        | 35      |
| Walter Hoffmann     | Yamaha        |        | 37      |
| Lothar Spiegler     | Yamaha        |        | 38      |
| Carlos Lavado       | Bimota-Yamaha |        | 40      |
| Hartmut Müller      | Yamaha        |        | 41      |
| Bodo Schmidt        | Yamaha        |        | 42      |
| Éric Saul           | Bimota-Yamaha |        | 43      |
| Hartmut Tophelen    | Yamaha        |        | 45      |
| Franz Weidacher     | Yamaha        |        | 46      |

## Classe 250
Con il titolo da tempo assegnato al tedesco Anton Mang, il suo maggior rivale, il sudafricano Kork Ballington si è tolto la soddisfazione di ottenere la quinta vittoria stagionale (una in più di Mang), precedendo al traguardo il pilota francese Jean-François Baldé e appunto Mang.

### Arrivati al traguardo
| Pos. | Pilota              | Moto             | Tempo    | Griglia | Punti |
| ---- | ------------------- | ---------------- | -------- | ------- | ----- |
| 1    | Kork Ballington     | Kawasaki         | 47'59"63 | 2       | 15    |
| 2    | Jean-François Baldé | Kawasaki         | 47'59"95 | 3       | 12    |
| 3    | Anton Mang          | Krauser-Kawasaki | 48'52"96 | 1       | 10    |
| 4    | Graeme McGregor     | Yamaha           | 49'04"22 | 25      | 8     |
| 5    | Jacques Cornu       | Yamaha           | 49'05"00 | 9       | 6     |
| 6    | Didier de Radiguès  | Yamaha           | 49'05"49 | 16      | 5     |
| 7    | Herbert Hauf        | Yamaha           | 49'13"48 | 14      | 4     |
| 8    | Roland Freymond     | Ad Maiora        | 49'13"85 | 28      | 3     |
| 9    | Martin Wimmer       | Yamaha           | 49'28"62 | 24      | 2     |
| 10   | Mladen Tomic        | Yamaha           | 49'28"92 | 21      | 1     |
| 11   | Loris Reggiani      | Yamaha           | 50'20"84 | 22      |       |
| 12   | Hans Müller         | Yamaha           | 50'25"73 | 11      |       |
| 13   | Chas Mortimer       | Yamaha           | 50'40"04 | 46      |       |
| 14   | Peter Looijesteijn  | Yamaha           | 50'42"96 | 13      |       |
| 15   | Karl-Thomas Grässel | Yamaha           | 50'43"56 | 23      |       |
| 16   | Klaas Hernamdt      | Yamaha           | 50'44"21 | 33      |       |
| 17   | Stefan Janssen      | Yamaha           | 50'58"38 | 47      |       |
| 18   | Olivier Liegeois    | Yamaha           | 51'03"16 | 6       |       |
| 19   | Jean-Jacques Peyre  | Yamaha           | 52'13"02 | 36      |       |
| 20   | René Delaby         | Yamaha           | 52'13"29 | 27      |       |
| 21   | Hans Naef           | Yamaha           | +1 giro  | 32      |       |

### Ritirati
| Pilota              | Moto         | Motivo | Griglia |
| ------------------- | ------------ | ------ | ------- |
| Jean-Marc Toffolo   | Armstrong    |        | 4       |
| Guy Bertin          | MBA          |        | 5       |
| Reinhold Roth       | Yamaha       |        | 8       |
| Roland Kopf         | Yamaha       |        | 12      |
| Jacques Bolle       | Cotton-Rotax |        | 15      |
| Pekka Nurmi         | Yamaha       |        | 17      |
| Alan North          | Yamaha       |        | 18      |
| Siegfried Minich    | Yamaha       |        | 20      |
| Manfred Herweh      | Yamaha       |        | 26      |
| Éric Saul           | Yamaha       |        | 29      |
| Bruno Lüscher       | Yamaha       |        | 30      |
| Murray Sayle        | Yamaha       |        | 34      |
| Frank Steinhausen   | Yamaha       |        | 35      |
| Siegfried Zacharias | Yamaha       |        | 39      |
| Clive Horton        | Cotton-Rotax |        | 40      |
| Egid Schwemmer      | Yamaha       |        | 41      |
| Edwin Weibel        | Yamaha       |        | 42      |
| Massimo Matteoni    | Yamaha       |        | 43      |
| Carlos Lavado       | Yamaha       |        | 44      |
| Tony Rogers         | Yamaha       |        | 45      |

## Classe 125
Anche nell ottavo di litro il titolo iridato era già stato assegnato all'italiano Pier Paolo Bianchi, restava viva solo la lotta per il secondo posto tra il francese Guy Bertin e lo spagnolo Ángel Nieto giunti al traguardo nell'ordine e, conseguentemente, anche nella classifica generale. Il terzo posto sul podio è stato per l'austriaco Hans Müller mentre il neo campione iridato è giunto al settimo posto.

### Arrivati al traguardo
| Pos. | Pilota              | Moto       | Tempo    | Griglia | Punti |
| ---- | ------------------- | ---------- | -------- | ------- | ----- |
| 1    | Guy Bertin          | Motobécane | 37'41"94 | 1       | 15    |
| 2    | Ángel Nieto         | Minarelli  | 37'55"08 | 18      | 12    |
| 3    | Hans Müller         | MBA        | 38'01"77 | 15      | 10    |
| 4    | Maurizio Massimiani | Minarelli  | 38'14"85 | ?       | 8     |
| 5    | Gert Bender         | Bender     | 38'26"85 | 2       | 6     |
| 6    | Bruno Kneubühler    | MBA        | 38'32"18 | 14      | 5     |
| 7    | Pier Paolo Bianchi  | MBA        | 38'34"67 | 4       | 4     |
| 8    | Henk van Kessel     | Condor     | 38'46"88 | 5       | 3     |
| 9    | Stefan Janssen      | Morbidelli | 38'47"18 | 9       | 2     |
| 10   | Peter Looijesteijn  | MBA        | 39'02"32 | 7       | 1     |
| 11   | Ivan Palazzese      | MBA        | 39'03"10 | 17      |       |
| 12   | Walter Koschine     | MBA        | 39'07"99 | 23      |       |
| 13   | Rolf Blatter        | MBA        | 39'08"30 | 13      |       |
| 14   | Gerhard Waibel      | MBA        | 39'08"70 | 3       |       |
| 15   | August Auinger      | MBA        | 39'08"98 | 12      |       |
| 16   | Jean-Claude Selini  | MBA        | 39'09"47 | 10      |       |
| 17   | Michel Galbit       | MBA        | 39'14"30 | 20      |       |
| 18   | Stefan Dörflinger   | Morbidelli | 39'32"26 | 25      |       |
| 19   | Johnny Wickström    | Morbidelli | 39'55"68 | 21      |       |
| 20   | Anton Straver       | MBA        | 40'01"53 | 27      |       |
| 21   | Werner Steege       | MBA        | 40'49"45 | 43      |       |
| 22   | Harald Wiedemann    | Morbidelli | 40'51"52 | 28      |       |
| 23   | Christoph Strehle   | Bender     |          | 31      |       |
| 24   | Bennie Wilbers      | MBA        |          | 36      |       |
| 25   | Patrick Hérouard    | MBA        |          | 16      |       |
| 26   | Norbert Peschke     | MBA        |          | 34      |       |
| 27   | Martin van Soest    | MBA        |          | 35      |       |
| 28   | Harald Bartol       | MBA        |          | 19      |       |
| 29   | Rolf Brändle        | MBA        |          | 42      |       |
| 30   | Chris Baert         | MBA        |          | 37      |       |

### Ritirati
| Pilota              | Moto       | Motivo | Griglia |
| ------------------- | ---------- | ------ | ------- |
| Loris Reggiani      | Minarelli  |        | 6       |
| Eugenio Lazzarini   | Iprem      |        | 8       |
| Yves Dupont         | MBA        |        | 11      |
| Ricardo Tormo       | MBA        |        | 22      |
| Hagen Klein         | Hess       |        | 24      |
| Willy Pérez         | MBA        |        | 26      |
| Hugo Vignetti       | MBA        |        | 29      |
| Robert Bauer        | MBA        |        | 30      |
| Per-Edvard Carlsson | MBA        |        | 32      |
| Hans-Peter Herr     | Morbidelli |        | 38      |
| Ernst Fagerer       | MBA        |        | 39      |
| Alfred Waibel       | MBA        |        | 44      |

## Classe 50
Le più piccole cilindrate si ripresentavano al via dopo tre gare di assenza, dal GP del Belgio, con il pilota italiano Eugenio Lazzarini e lo svizzero Stefan Dörflinger che arrivavano a questa gara con il primo che aveva un vantaggio di 5 punti sul secondo. Pur avendo ottenuto la vittoria, lo svizzero ha dovuto accontentarsi del secondo posto nella classifica iridata visto che Lazzarini è arrivato direttamente alle sue spalle, ottenendo in questo modo il suo terzo titolo iridato.
Al terzo posto sul podio l'austriaco Hans-Jürgen Hummel.

### Arrivati al traguardo
| Pos. | Pilota             | Moto        | Tempo    | Griglia | Punti |
| ---- | ------------------ | ----------- | -------- | ------- | ----- |
| 1    | Stefan Dörflinger  | Kreidler    | 35'19"05 | 2       | 15    |
| 2    | Eugenio Lazzarini  | Iprem       | 35'33"28 | 4       | 12    |
| 3    | Hans-Jürgen Hummel | Kreidler    | 35'52"70 | 5       | 10    |
| 4    | Hans Spaan         | Kreidler    | 35'55"09 | 10      | 8     |
| 5    | Ingo Emmerich      | Kreidler    | 35'58"36 | 11      | 6     |
| 6    | Wolfgang Müller    | Kreidler    | 37'27"67 | 36      | 5     |
| 7    | Günter Schirnhofer | Kreidler    | 37'37"05 | 12      | 4     |
| 8    | Henk van Kessel    | Pentax-X-16 | 37'50"24 | 6       | 3     |
| 9    | Theo Timmer        | Bultaco     | 38'55"70 | 18      | 2     |
| 10   | Gerhard Böhl       | Kreidler    | 39'09"68 | 35      | 1     |
| 11   | Gerhard Waibel     | Kreidler    | 39'12"61 | 30      |       |
| 12   | Reiner Scheidhauer | Kreidler    | 39'33"12 | 16      |       |
| 13   | Manfred Kelter     | Kreidler    | 39'46"89 | 21      |       |
| 14   | Bruno di Carlo     | Kreidler    | 39'52"09 | 25      |       |
| 15   | Henrique Sande     | Kreidler    | 40'12"88 | 26      |       |
| 16   | Klaus Kull         | Kreidler    | 40'32"06 | 34      |       |
| 17   | Ove Skifjeld       | Kreidler    | 40'38"28 | 32      |       |
| 18   | Otto Machinek      | Kreidler    | 41'07"04 | 28      |       |
| 19   | Chris Baert        | Kreidler    | 44'32"92 | 24      |       |

### Ritirati
| Pilota             | Moto     | Motivo | Griglia |
| ------------------ | -------- | ------ | ------- |
| Ricardo Tormo      | Kreidler |        | 1       |
| Yves Dupont        | ABF      |        | 3       |
| Hagen Klein        | Horex    |        | 7       |
| Thomas Engl        | PCR      |        | 8       |
| Uli Merz           | Schuster |        | 9       |
| Bruno Kneubühler   | Kreidler |        | 14      |
| Enrico Cereda      | DRS      |        | 15      |
| Gerhard Bauer      | Heuser   |        | 17      |
| Rudolf Kunz        | Kreidler |        | 19      |
| Reiner Koster      | Malanca  |        | 20      |
| Joaquin Gali       | Bultaco  |        | 22      |
| Zbynek Havdra      | Kreidler |        | 27      |
| Aldo Pero          | Kreidler |        | 29      |
| Gerhard Singer     | Kreidler |        | 31      |
| Wolfgang Golembeck | Kreidler |        | 33      |
| Rolf Blatter       | Kreidler |        | 37      |
| Jacky Hutteau      | ABF      |        | 38      |
| Lothar Vogel       | Kreidler |        | 39      |
| Ramon Gali         | Bultaco  |        | 40      |

## Classe sidecar
Pole position e giro veloce (su 5 giri totali) sono ottenuti dall'equipaggio Rolf Biland-Kurt Waltisperg su LCR-Yamaha; gli svizzeri però non completano la gara a causa di difficoltà con le gomme. L'ultimo GP della stagione viene invece vinto nettamente da Jock Taylor-Benga Johansson, che coronano il titolo con il quarto successo su otto gare; sul podio salgono anche Alain Michel-Michael Burkhard e Egbert Streuer-Johan van der Kaap.
In classifica Taylor chiude a 94 punti, Biland e Michel sono appaiati a quota 63 ma l'elvetico è vicecampione grazie al maggior numero di vittorie.

### Arrivati al traguardo (posizioni a punti)[4]
| Pos | Pilota           | Passeggero         | Moto          | Tempo    | Punti |
| --- | ---------------- | ------------------ | ------------- | -------- | ----- |
| 1   | Jock Taylor      | Benga Johansson    | Windle-Yamaha | 45'45"14 | 15    |
| 2   | Alain Michel     | Michael Burkhard   | Seymaz-Yamaha | 47'14"77 | 12    |
| 3   | Egbert Streuer   | Johan van der Kaap | LCR-Yamaha    | 47'42"39 | 10    |
| 4   | Trevor Ireson    | Clive Pollington   | ?-Yamaha      | 48'20"23 | 8     |
| 5   | Bruno Holzer     | Karl Meierhans     | LCR-Yamaha    | 48'20"69 | 6     |
| 6   | George O'Dell    | Williams           | ?-Yamaha      | 48'24"03 | 5     |
| 7   | Peter Campbell   | Dick Goodwin       | ?-Yamaha      |          | 4     |
| 8   | Jesco Höckert    | Thomas Riedel      | Busch-Yamaha  |          | 3     |
| 9   | Werner Schwärzel | Andreas Huber      | ?-Yamaha      |          | 2     |
| 10  | Walter Ohrmann   | Erich Schmitz      | ?-Yamaha      |          | 1     |